# Gidon Kremer
Gidon Kremer (født 17. februar 1947 i Riga, Lettiske SSR, Sovjetunionen) er en lettisk violinist og dirigent. Han forlod Sovjetunionen i 1980, og bosatte sig i Tyskland.

## Historie
Kremer fødtes i den lettiske hovedstad som søn af forældre med tysk-jødisk (hans far var Holocaust-overlevende) og lettisk-svensk baggrund. Han begyndte at spille violin i en alder af fire, hvor han modtog instruktioner af sin far og bedstefar, der begge var professionelle violinister. Han fortsatte ved at studere ved Rigas Musikskole og hos David Oistrakh ved Moskva Konservatorium. I 1967 vandt Kremer tredjeprisen ved Queen Elisabeth Music Competition i Bruxelles; dernæst, i 1969, andenprisen ved Montreal International Violin Competition (delt med Oleh Krysa), efterfulgt af førsteprisen ved Premio Paganini i Genova; og endelig førsteprisen i 1970 ved den internationale Tjajkovski-konkurrence i Moskva.
Kremers første koncert i vesten var i Tyskland i 1975, efterfulgt af optrædener ved Salzburg Festivalen i 1976 og i New York City i 1977. I 1981 grundlagde Kremer en festival for kammermusik i Lockenhaus i Østrig. I 1996 grundlagde han Kremerata Baltica kammer orkester, bestående af unge musikere fra Baltikum. Han var også med i den kunstneriske ledelse af festivalen "Art Projekt 92" i München og er direktør for Musiksommer Gstaad Festival i Schweiz. I 2008 turnerede han og Kremerata Baltica med den klassiske musikalske komedieduo Igudesman & Joo. Han har også haft regelmæssige optrædener på Verbier Festival indtil sommeren 2011, da han trak sig tilbage.

## Repertoire
Kremer er kendt for sit vidtrækkende repertoire, spændende fra Antonio Vivaldi aog Johann Sebastian Bach til samtidige komponister. Han har advokeret for arbejdet med komponister som Ástor Piazzolla, George Enescu, Alban Berg, Philip Glass, Alfred Schnittke, Leonid Desjatnikov, Alexander Raskatov, Alexander Voustin, Lera Auerbach, Pēteris Vasks, Arvo Pärt, Roberto Carnevale og John Coolidge Adams. Blandt de mange komponister, der har dedikeret værker til ham er Sofia Gubaidulina (Offertorium) og Luigi Nono (La lontananza nostalgica utopica futura). Hans kunstneriske partnere omfatter Valerij Afanassiev, Martha Argerich, Oleg Maisenberg, Mischa Maisky, Juri Bashmet og Vadim Sakharov. Han har en stor diskografi på Deutsche Grammophon, som han har indspillet for siden 1978, har han også indspillet for Philips Records, samt Decca Records, ECM og Nonesuch Records.

## Anerkendelse og priser
Kremer har modtaget flere internationale priser og anerkendelse. Blandt andet har han siden den 12. marts 1997 været Officer af Trestjerneordenen.